# Institut für Angewandte Geodäsie
Das Institut für Angewandte Geodäsie (IfAG) in Frankfurt am Main wurde um 1950 gegründet, um im deutschen Vermessungswesen die länderübergreifenden Aufgaben wahrzunehmen. 1997 wurde es in das neugegründete Bundesamt für Kartographie und Geodäsie (BKG) übergeführt.
Fast 50 Jahre lang forschte das Institut an der Lösung praktischer Probleme der Geodäsie, der Photogrammetrie und der Kartografie. Zu seinen Aufgaben gehörte neben der Grundlagenvermessung auch die Herausgabe der amtlichen topografischen Karten der Maßstäbe 1:200.000 bis 1:1 Million gehörte. Das IfAG unterstand dem Bundesinnenministerium, führte Sonderaufträge der Bundesbehörden aus, pflegte die Zusammenarbeit mit entsprechenden Dienststellen des Auslands und edierte mehrere Schriftenreihen der drei Fachgebiete.

## Geschichte
Nach dem Zweiten Weltkrieg gründete die Leitung der US-Besatzungsarmee das Bamberger „Institut für Erdmessung“, um den in der Zeit des Nationalsozialismus  betriebenen Zusammenschluss aller mitteleuropäischen Vermessungsnetze nun für den Bereich Deutschlands und Westeuropas weiterzuführen. Aus den Ostgebieten standen dem Institut weiterhin jene Mess- und Berechnungsdaten zur Verfügung, die von der deutschen Heeresvermessung seit 1938 gesammelt worden waren.
Als sich die endgültige politische Trennung Europas in einen Ost- und Westteil abzeichnete und die Bundesrepublik Deutschland entstand, wurde das Institut für Angewandte Geodäsie gegründet und die meisten Aufgaben des Erdmessungs-Instituts sowie viele seiner Fachkräfte in dieses übergeführt. Zu den ersten Aufgaben des IfAG gehörten insbesondere weitere Berechnungen am ZEN (Zentraleuropäisches Netz) – wenngleich in Osteuropa nur mit den älteren Daten aus den Jahren bis etwa 1943 – und eine Geoidbestimmung über möglichst weite Teile Mittel- und Westeuropas.
Die Herausgabe topografischer Landkarten kam erst etwas später hinzu, als diese Aufgaben von den Behörden der Besatzungsmächte an die zivile Verwaltung übergingen. Die Aufgaben der Höheren Geodäsie, die zunächst an den Hochschulen noch kaum abgedeckt waren, trat das IfAG bald an diese und an die Bayerische Akademie der Wissenschaften bzw. an das in München beheimatete DGFI ab. Letzteres erhielt die Bezeichnung DGFI-Abteilung I, während die Frankfurter Dienststellen als Abt. II geführt wurden.

## Das Europanetz und das mitteleuropäische Geoid
Das wichtigste Großprojekt der 1950er Jahre umfasste das Europanetz und das mitteleuropäische Geoid. Das Bamberger Institut und die IfAG-Agenden für ein einheitliches Europanetz der westeuropäischen Landesvermessungen leitete Helmut Wolf, der 1954 an die Universität Bonn berufen wurde. Ein Teil der leitenden Wissenschaftler kam noch aus den geodätischen Spitzenkräften des Dritten Reiches (siehe Reichsamt für Landesaufnahme).
Schon von Bamberg aus betrieb Helmut Wolf trotz der drückenden Folgen der Kriegszerstörungen die Berechnung eines Triangulationsnetzes über mehrere Länder Mitteleuropas, deren Messdaten in der Zeit des Nationalsozialismus im Berliner Reichsamt gesammelt worden waren. Die Koordinaten des nach dem Bowie-Verfahren berechneten Vermessungsnetzes Erster Ordnung wurden 1948/1949 als „Zentraleuropäisches Netz“ (ZEN) mit Unterstützung der damaligen US-Besatzungsmacht publiziert. Mit seinen technischen Vorarbeiten bildete das ZEN damals das größte Projekt der Landesvermessung auf europäischem Boden. In seiner Bedeutung für die Geodäsie kam dieses Rahmennetz der Berechnung des Bessel-Erdellipsoides nahe, das 100 Jahre zuvor aus Messdaten eines ähnlich großen Gebietes ermittelt worden war. Das ZEN basierte allerdings auf dem von US-Seite bevorzugten Hayford-Ellipsoid.
Im Zuge dieses Großprojektes berechnete Wolf auch ein erstes Geoid über große Teile Mitteleuropas. Es erreichte zwar wegen kriegsbedingter Lücken im Datenmaterial nur eine Genauigkeit im Meterbereich (heute sind einige Zentimeter Standard), war aber eine wichtige Voraussetzung für spätere Geoidprojekte Österreichs (Josef Lischauer 1952) und der Bundesrepublik Deutschland (siehe z. B. Siegfried Heitz 1959).
Wegen seiner Erfolge beim Aufbau des ZEN und seines Geoids konnte Wolf die Internationale Assoziation für Geodäsie (IAG) zum Beschluss bewegen, eine einheitliche Ausgleichung der westeuropäischen und (soweit nicht dem Ostblock einverleibt) der mitteleuropäischen Landesvermessungen in Angriff zu nehmen. Diese schon 1948 gefasste Entschließung führte in weiterer Folge zum ED50 (geodätisches Datum für die Westhälfte Europas) und zu den ersten Versionen eines präzisen Europanetzes (siehe auch RETrig, REUN und ED79). Zum Leiter der dafür eingesetzten „Permanenten Kommission“ wurde der Münchner Geodäsieprofessor Max Kneissl bestellt. Mit der Schaffung des ED50 betraute man Wolf, der diese enorme Aufgabe in nur vier Jahren zum Abschluss führte – bei einer rechnentechnischen Situation, die heute unvorstellbar erscheint: Zur Lösung der Normalengleichungen, die insgesamt etwa 2000 Unbekannte der als Rahmennetz angeordneten Vermessungspunkte umfasste, stand nur eine 4-Spezies-Lochkartenmaschine zur Verfügung. Alle anderen Arbeiten – insbesondere die Berechnung der Koordinaten auf dem Ellipsoid – mussten mit einfachen elektromechanischen Rechenmaschinen und Winkelfunktions-Tabellenwerken bewältigt werden.
Das Europanetz wurde in den folgenden Jahren und Jahrzehnten beständig verbessert, mit neuen Messverfahren ergänzt und zum Test neuer Theorien verwendet. Heute stellt es als ETRS bzw. ETRF den europäischen Anteil am Weltnetz der Satellitentriangulation und die wichtigste Basis für Untersuchungen der terrestrischen Geodynamik dar. Auch Forschungsaufgaben zur Definition von Bezugsystemen und der ständig genauer werdenden Parameter des mittleren Erdellipsoids und des Erdschwerefeldes (siehe auch Geoidbestimmung) sind Folgen und Ziele des Europanetzes und seiner Derivate.

## Topografie und Kartografie
Zur wirtschaftlichen und personell bedeutendsten Aufgabe des IfAG wurde im Laufe der 1950er- und 1960er-Jahre die Herausgabe kleinmaßstäbiger topografischer Karten. Im Auftrag anderer Institutionen wurden teilweise auch thematische Karten geowissenschaftlicher Fachgebiete hergestellt und herausgegeben.
Während für topografische Karten größerer Maßstäbe bald die Landesvermessungsämter verantwortlich wurden, verblieb dem IfAG die Produktion und Fortführung der deutschen Kartenwerke in den Maßstäben von 1:200.000 bis 1:1.000.000, sowie teilweise von Luftfahrt- und anderen Sonderkarten. Auch der Ständige Ausschuß für Geografische Namen (StAGN) hatte am IfAG seine Geschäftsstelle, und ab etwa 1985 kamen die länderübergreifenden Agenden der sich entwickelnden Geo-Informationssysteme hinzu. Auf dem Gebiet internationaler Kontakte sind hier unter anderem Kooperationen bei EU-Projekten, bei EuGeoGIS und bei Tagungen wie GeoLIS und AGIT zu erwähnen.

## Mittel- und westeuropäisches Geoid
(Details folgen) … Stichworte und einige Fachbearbeiter:
- H. Wolf 1947–1951 und 1959, Siegfried Heitz (um 1970)
- W. Torge und IFE Hannover usw.
- ED50, ReTRig, REUN, Deutsches Hauptdreiecksnetz
- DGK-Schriftenreihe, Dissertationen, Vermessungsinstrumente, Zenitkameras, Gravimeter, EDM und deren Eichung ...
- Netze Nullter Ordnung, ED79 und ETRF, Doppler- und GPS-Vermessung

## Spätere Projekte
- unter anderem Elektronische Distanzmessung und neue Netzausgleichungen, 3D-Netze, Lotabweichungen und Astrogeoid, Gravimetrie, DTM …
- Weltnetz der Satellitentriangulation, Dopplersatelliten, GPS
- Kartografie, Luftbildmessung, Topografische Karten, Koordinierung der Grundkarten usw.